# 루이 아가시

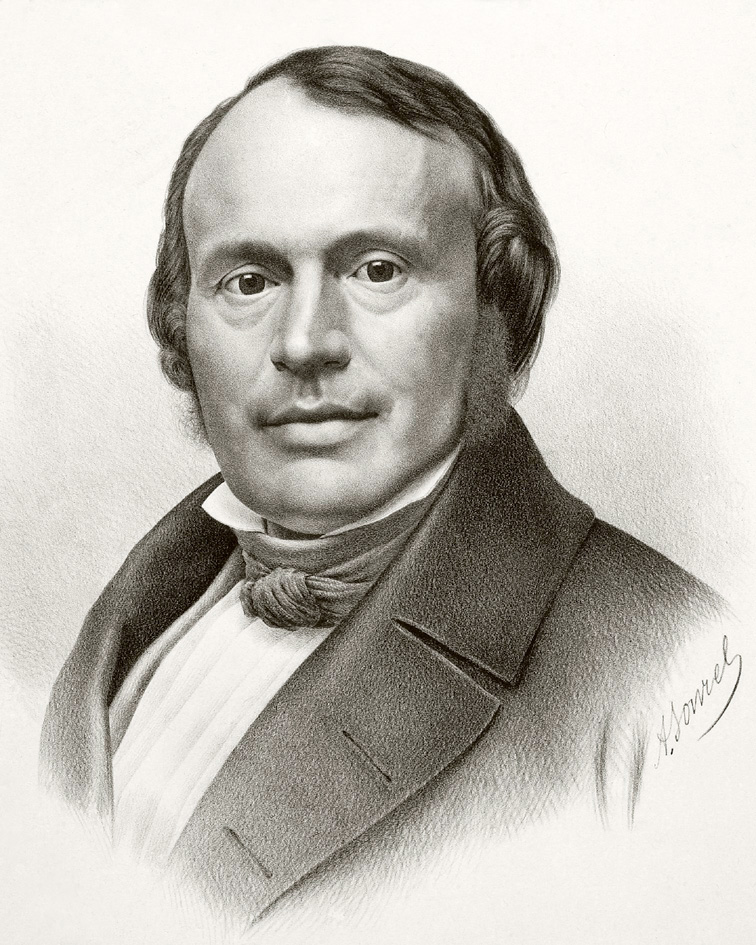
루이 아가시.

장 루이 루돌프 아가시(Jean Louis Rodolphe Agassiz, 1807년 5월 28일 ~ 1873년 12월 14일)는 스위스 출신의 미국 지질학자 · 동물학자이다.
어려서부터 동물학에 큰 관심을 가졌던 그는 취리히에서 의학·자연 과학을 배우고 뇌샤텔의 아카데미 교수가 되었다. 이어 물고기의 종류와 화석을 연구하다가 생물사·지질학 등을 연구하기 위해 1846년 미국으로 건너갔다. 그 후 미국에 귀화하여 하버드 대학 교수로 근무하였다. 어류 화석을 연구하여 실러캔스라는 이름을 최초로 사용하였다. 그는 빙하 시대설을 세운 학자이며 미국 교육학계에 끼친 공로가 크다.
저서로 《어류 화석 연구》 5권과 《비교 동물학 박물관》이 있다.

## 성향
특별 창조의 개념을 변호했으나 그의 이론이 창세기의 창조론과 닮은 점은 없었다. 또한 아가시는 자신의 이론이 종교에 의해 판단되는 것을 강력히 거부했다. 명목상 유니테리언이었으며, 예배에는 가끔씩만 참여하였다. 빙하시대 이론을 통해 노아의 홍수에서 지질학적 의미를 완전히 없애는 데 기여했다. 인류의 복수적 기원을 지지하여 1850년대에 많은 기독교인들의 반감을 샀다. 화석이 모세 오경에서 홍수의 잔해라는 설에 대해서도 반대했다. 진화를 부정하는 창조설자들은 다윈주의 논쟁에서 초기 몇 해동안은 아가시가 자신들과 같은 진영에 있다고 생각했다.

## 같이 보기
- 지질학자 목록